# 堀端宏行
堀端 宏行（ほりばた ひろゆき、1986年10月28日 - ）は、日本の元男子陸上競技（長距離走・マラソン）選手。熊本県八代市出身。189 cm・68Kg。2011年世界陸上大邱大会男子マラソン6位入賞。

## 経歴
2005年3月、熊本県立八代東高等学校卒業。高校時代は国体男子5000m代表として出場した事がある位の、全国的には無名の選手だった。同年4月、宮崎県延岡市拠点の旭化成に入社・陸上部に入部後、着実に力を付けた。初マラソンは2008年2月の東京マラソン男子の部で9位。
2011年3月のびわ湖毎日マラソンでは、31Kmを過ぎて今井正人と足が接触した際に大きくバランスを崩し、あわや転倒しかけるアクシデントで一旦は今井との差が開いた。しかしそこから徐々にペースを上げ、35Km地点付近で今井を追い抜き、2時間9分台の好記録でゴールイン。日本人トップの3位に入り、同年9月開催の世界陸上大邱大会男子マラソン代表に即内定・初選出となった。
その世界陸上大邱大会男子マラソン本番では、20Km過ぎで先頭集団から遅れたものの、レース後半以降粘りの走りを見せ続けて、日本男子トップの6位入賞 を果たした。又、男子マラソン団体戦として日本代表は銀メダルを獲得した。
2012年8月のロンドンオリンピック男子マラソン代表選出を目指し、2年連続で同年3月のびわ湖毎日マラソンに出場。25km付近で外国招待選手らのスパートについていったが、気温8度の寒さと冷たい雨の影響からか30Kmで脹脛の痙攣と、36Kmで腕も痺れるアクシデントで終盤に失速。その後日本人トップで4位の山本亮、5位の中本健太郎ら日本人選手（山本・中本両選手はロンドン五輪男子マラソン日本代表に選出）に抜かれ11位に終わってしまい、堀端のロンドン五輪男子マラソン代表は惜しくも補欠エントリーに留まった（但し補欠代表は同年6月29日で登録解除となり、その後正式代表選手が欠場の場合も補欠繰り上げは無くなった）。
2012年12月の福岡国際マラソンでは、34Km過ぎまで2位集団で待機したがそこから一人抜け出し、優勝したジョセフ・ギタウに次いで日本人首位の2位に入り、自己ベスト記録となる2時間8分台をマーク。翌2013年8月開催の世界陸上モスクワ大会男子マラソン代表の即内定にはあと25秒届かなかったが（日本陸連が設定した世界陸上派遣記録は2時間7分59秒以内）、翌2013年4月に世界陸上選手権へ2大会連続2度目の日本代表に正式に選出された。
しかし2013年元日のニューイヤー駅伝出走後、足の疲労骨折に悩まされ、思うように練習が詰めなかった。世界陸上モスクワ大会に強行出場したが、早々8Km付近で2位集団から脱落、結局13Km地点で途中棄権に終わった。
その後も骨折に加えひざ痛などのケガが相次ぎ、左膝などの手術を決行。約1年ぶりの公式レースだった、翌2014年11月の九州実業団毎日駅伝競走大会で4区（12.2Km）に出走、区間5位（36分36秒）の成績を残し、翌2015年元旦のニューイヤー駅伝に出場予定だった が、また足の故障が再発し欠場。左膝の再手術を受けるも、怪我の回復が思わしくなく為、2015年の世界陸上北京大会及び2016年のリオデジャネイロオリンピック男子マラソン代表・国内選考会には一度もエントリーしなかった。
およそ2年半振りの試合復帰となった2016年5月、ゴールデンゲームズinのべおかにて5000mに出走、自己記録から1分以上遅いタイム（14分54秒16）でフィニッシュ。その後2017年8月開催予定の世界陸上ロンドン大会男子マラソン代表入りを目指し、2017年3月のびわ湖毎日マラソンへ3年7か月ぶりに一般参加選手でフルマラソン出場するも、10Km手前辺りで先頭集団から脱落し60位の完走がやっとだった。
2017年7月、旭化成陸上部を退部し、陸上競技から引退した。現在は旭化成に勤務している。

## 自己記録
- 5000m 13分53秒07（ゴールデンゲームズinのべおか・2011年5月28日）
- 10000m 28分30秒32（延岡記録会・2011年5月3日）
- 10マイル 47分03秒（甲佐10マイルロードレース・2007年12月9日）
- ハーフマラソン 1時間04分11秒（玉名ロードレース・2007年3月4日）
- マラソン 2時間08分24秒 （福岡国際マラソン・2012年12月2日）

## マラソン全成績
| 年月       | 大会                 | 順位 | 記録          | 備考                                           |
| ---------- | -------------------- | ---- | ------------- | ---------------------------------------------- |
| 2008年2月  | 東京マラソン2008     | 9位  | 2時間11分47秒 | 初マラソン・北京オリンピック選考レース         |
| 2009年3月  | 東京マラソン2009     | 22位 | 2時間18分27秒 | 世界陸上ベルリン大会選考レース                 |
| 2010年8月  | 北海道マラソン       | 20位 | 2時間26分55秒 |                                                |
| 2011年3月  | びわ湖毎日マラソン   | 3位  | 2時間09分25秒 | 世界陸上大邱大会選考レース                     |
| 2011年9月  | 世界陸上大邱大会     | 6位  | 2時間11分52秒 | 日本男子ではトップ・団体戦銀メダル             |
| 2012年3月  | びわ湖毎日マラソン   | 11位 | 2時間10分05秒 | ロンドンオリンピック選考レース                 |
| 2012年12月 | 福岡国際マラソン     | 2位  | 2時間08分24秒 | 世界陸上モスクワ大会選考レース・自己ベスト記録 |
| 2013年8月  | 世界陸上モスクワ大会 | DNF  | 記録無し      | 13Km付近で途中棄権                             |
| 2017年3月  | びわ湖毎日マラソン   | 60位 | 2時間23分58秒 | 3年7ヶ月ぶりのマラソン                         |